# Фрайбергер, Карл-Хайнц
Карл-Хайнц Фрайбергер (нем. Karl-Heinz Freiberger, 7 марта 1941, Меране, Германский рейх — 1 июня 1992, Мангейм, Германия) — восточногерманский хоккеист (хоккей на траве), нападающий.

## Биография
Карл-Хайнц Фрайбергер родился 7 марта 1941 года в немецком городе Меране.
Играл в хоккей на траве за ТуС из Йены.
В 1964 году вошёл в состав сборной ОГК по хоккею на траве на Олимпийских играх в Токио, занявшей 5-е место. Играл на позиции нападающего, провёл 8 матчей, забил 5 мячей (два в ворота сборной Японии, по одному — Канаде, Индии и Гонконгу).
В 1968 году вошёл в состав сборной ГДР по хоккею на траве на Олимпийских играх в Мехико, занявшей 11-е место. Играл на позиции нападающего, провёл 8 матчей, забил 3 мяча (по одному в ворота сборных Испании, ФРГ и Великобритании).
В 1961—1968 годах провёл за сборную ГДР 68 матчей.
Умер 1 июня 1992 года в немецком городе Мангейм.